# (31343) 1998 NT
1998 أن تي (ويعرف أيضًا باسم (31343) 1998 أن تي وفق تسمية الكوكب الصغير) (بالإنجليزية: 1998 NT)‏ هو كويكب ضمن حزام الكويكبات؛ وترتيبه 31343 من حيث الاكتشاف.
اكتُشف هذا الجُرم الفلكي بواسطة Terry Handley ‏ في 12 يوليو 1998.

## وصلات خارجية
- (31343) 1998 NT في قاعدة بيانات مختبر الدفع النفاث لأجرام النظام الشمسي الصغيرة

- الاكتشاف · مخطط المدار ·  العناصر المدارية · المعلمات المادية

- (31343) 1998 NT على موقع ويكي سكاي: DSS2, SDSS, GALEX, IRAS, Hydrogen α, X-Ray, Astrophoto, Sky Map, Articles and images